# Wodorosiarczan sodu
Wodorosiarczan sodu – nieorganiczny związek chemiczny, wodorosól sodowa kwasu siarkowego. Występuje w postaci bezwodnej i uwodnionej – monohydratu. Forma bezwodna związku jest higroskopijna. Roztwory wodorosiarczanu sodu mają odczyn silnie kwasowy.

## Otrzymywanie
Jedną z metod otrzymywania jest zobojętnienie kwasu siarkowego wodorotlenkiem sodu na drodze wymiany podwójnej:
H
2SO
4 + NaOH → NaHSO
4 + H
2O

## Zastosowanie
- jako środek obniżający pH, m.in. wody w basenach[4]
- jako dodatek do żywności o numerze E 514ii, służący m.in. do obniżania pH wyrobu (bez pozostawiania kwaśnego posmaku w przeciwieństwie do np. kwasku cytrynowego)[5]